# Nicky Morris
Nicola Morris (ur. 13 marca 1962) – brytyjska lekkoatletka, biegaczka średnio- i długodystansowa, srebrna medalistka halowych mistrzostw Europy (1989) w biegu na 3000 m.

## Kariera sportowa
Pierwsze międzynarodowe doświadczenie to prawdopodobnie rok 1989, kiedy zdobyła srebrny medal w biegu na 3000 m za Holenderką Elly van Hulst na Halowych Mistrzostwach Europy w Hadze z czasem 9:12,37 s. Niedługo potem zajęła 5. miejsce na Halowych Mistrzostwach Świata w Budapeszcie z czasem 8:53,52 s, a w biegu indywidualnym na Mistrzostwach Świata w Przełajach w Stavanger była 65. z czasem 24:19 s. W następnym roku (1990) nie udało jej się ukończyć biegu na 3000 m, reprezentując Anglię na Igrzyskach Wspólnoty Narodów w Auckland, a w 1993 w wieku 31 lat zakończyła aktywną karierę sportową.

## Rekordy życiowe
- bieg na 1500 m – 4:11,24 s (7 stycznia, Cosford)
- bieg na 3000 m – 8:59,46 s (24 czerwca 1989, Birmingham)
- bieg na 3000 m (hala) – 8:53,52 s (4 marca 1989, Budapeszt)